# Clayton (Alabama)
Clayton – miasto w Stanach Zjednoczonych, w południowo-wschodniej części stanu Alabama. Od roku 1832 jest siedzibą Hrabstwa Barbour. W roku 2000 liczba ludności w mieście wynosiła 1480. W roku 2023 liczba mieszkańców wzrosła do 2212 osób, a gęstość zaludnienia do 156,9 osoby/km².

## Znane osobistości wywodzące się z Clayton
- George W. Andrews – członek Izby Reprezentantów Stanów Zjednoczonych. 1906-1971
- Billy Beasley – członek Izby Reprezentantów Alabamy oraz Prezes Alabama Pharmaceutical Association. Urodzony ~1940.
- Jare Beasley – dwukrotny Zastępca Gubernatora stanu Alabama. Urodzony w roku 1935.
- Dempsey Boyd – założyciel i prezes Board of Boyd. Bros. Transportation Inc. Urodzony w roku 1927.
- Henry De Lamar Clayton – członek Izby Reprezentantów Stanów Zjednoczonych. 1857-1929
- Preston C. Clayton – członek Senatu Stanu Alabama. Zmarł w roku 2003.
- Gibbs Couch – Dobrze znany story-teller. Urodzony w 1939 r.
- William Lee Gammell, Pearle E. Gammel i Bertie Gammell Parish – ojciec, matka i córka, redaktorzy i wydawcy The Clayton Record.
- Draffus Lamar Hightower – słynny fotograf, często porównywany do Walkera Evansa. Wiele jego prac znajduje się w To Remember a Vanishing World: D.L. Hightower’s Photography of Barbour County, Alabama, 1930 – 1965. Żył w latach 1899-1993.
- John E. Horne – Powołany przez Johna F. Kennedy’ego Administrator Small Business Administration – amerykańskiej instytucji zajmującej się wspomaganiem małych przedsiębiorstw.
- Ann Lowe – projektantka sukni ślubnych dla Jacqueline Bouvier Kennedy Onassis. Żyła w latach 1899-1981.
- George Wallace – czterokrotny gubernator stanu Alabama i czterokrotny kandydat na prezydenta Stanów Zjednoczonych Ameryki. Żył w latach 1919-1998.
- George C. Wallace (Junior) – dwukrotny Dyrektor Finansowy stanu Alabama, dwukrotny członek Komisji do spraw Administracji Wewnętrznej stanu Alabama (Public Service Commission). Urodzony w roku 1951.
- Lurleen Wallace – jedyna kobieta powołana na Gubernatora stanu Alabama. Żyła w latach 1926-1968.
- Lee Ella „Lella” Warren – Autorka Foundation Stone (1940), często porównywanego z powieścią Przeminęło z Wiatrem. Żyła w latach 1899-1982.

## Demografia
Według spisu z roku 2000, miasto zamieszkuje 1,475 osób, które tworzą 593 gospodarstwa domowe oraz 393 rodziny. Gęstość zaludnienia wynosi 104,5 osób/km². Na terenie miasta znajdują się 704 budynki mieszkalne o średniej częstości występowania na poziomie 49,9 budynków/km². 34,85% ludności miasta to ludzie biali, 63,93% to czarni, 0,20% rdzenni Amerykanie, 0,41% ludność innych ras, 0,61% ludność wywodząca się z dwóch lub większej ilości ras, 1,36% to Hiszpanie lub Latynosi.
W mieście znajdują się 593 gospodarstwa domowe, z czego w 30,9% z nich znajdują się dzieci poniżej 18 roku życia. 36,1% gospodarstw domowych tworzą małżeństwa. 27,2% stanowią kobiety bez męża, a 33,6% to nie rodziny. 31,5% wszystkich gospodarstw składa się z jednej osoby. W 16,4% znajdują się samotne osoby powyżej 65 roku życia. Średnia wielkość gospodarstwa domowego wynosi 2,37 osoby, a średnia wielkość rodziny to 2,95 osoby.
Populacja miasta rozkłada się na 26,0% osób poniżej 18 lat, 8,8% osób z przedziału wiekowego 18-24 lat, 26,2% osób w wieku od 25 do 44 lat, 22,4% w wieku 45-64 lat i 16,5% osób które mają 65 lub więcej lat. Średni wiek mieszkańców to 36 lat. Na każde 100 kobiet przypada 86,2 mężczyzn. Na każde 100 kobiet w wieku 18 lub więcej lat przypada 83,4 mężczyzn.
Średni roczny dochód w mieście na gospodarstwo domowe wynosi $18,750 a średni roczny dochód na rodzinę to $25,750. Średni dochód mężczyzny to $29.583, kobiety $20.417. Średni roczny dochód na osobę wynosi $11.791. 29,3% rodzin i 31,8% populacji hrabstwa żyje poniżej minimum socjalnego, z czego 43,5% to osoby poniżej 18 lat a 29,8% to osoby powyżej 65 roku życia.

## Klimat
Miasto leży w strefie klimatu subtropikalnego, umiarkowanego, łagodnego bez pory suchej i z gorącym latem, należącego według klasyfikacji Köppena do strefy Cfa. Średnia temperatura roczna wynosi +17,8 °C, a opady 1348,7 mm. Średnia temperatura najcieplejszego miesiąca - lipca wynosi +26,4 °C, natomiast najzimniejszego stycznia +7,8 °C. Najwyższa zanotowana temperatura wyniosła +40,6 °C, natomiast najniższa –21,1 °C. Miesiącem o najwyższych opadach jest marzec o średnich opadach wynoszących 154,9 mm, natomiast najniższe opady są w październiku i wynoszą średnio 63,5 mm.